# Дель Орно, Асьер
Асьер дель Орно (исп. Asier del Horno; род. 19 января 1981, Баракальдо, Испания) — испанский футболист, защитник.

## Клубная карьера
В 1999 году начал выступать за «Атлетик Бильбао» из Бильбао на позиции центрального полузащитника, но затем был переведен на позицию левого защитника. За «Атлетик» провел 108 игр и забил 13 голов.
В июне 2005 Дель Орно за 8 млн фунтов перешёл в лондонский «Челси» и в первый же сезон (2005-06) выиграл с командой чемпионат Англии. Став игроком основного состава, он забил 1 гол в 34 матчах.
В июне 2006 вернулся в Испанию — за 8 млн евро его выкупила «Валенсия». Дель Орно подписал контракт на 6 лет. Сразу получив травму, он смог дебютировать за клуб лишь в марте 2007 года в матче против «Сельты».
В скором времени Кике Флорес выставил защитника на трансфер: тренер не находил Асьеру места на поле в сезоне 2007/08. В последний день трансферного окна Дель Орно был отправлен в свой родной «Атлетик» Бильбао в аренду до конца сезона. Летом 2008 года Дель Орно вернулся в «Валенсию».

## Достижения
«Челси»
- Чемпион Премьер-лиги: 2005/06
- Обладатель Суперкубка Англии: 2005